# 8 cm Feldkanone M. 18
A 8 cm Feldkanone M. 18 az Osztrák–Magyar Monarchia tábori lövege volt az I. világháború idején. Az eredetileg tervezett löveg kalibere hagyományosan 76,5 mm lett volna, de ezt a tesztelés közben 83,5 mm-re módosították. Az I. világháború végéig csupán hat ilyen típusú ágyú került a frontra. A löveg háború utáni sorsa nem tisztázott, de nagy valószínűséggel, ha csak kis számban is, de szolgált az osztrák hadseregben, habár közvetlenül az Anschluss után a németek nem állították őket szolgálatba. Valószínűleg azért, mert nem állt rendelkezésükre megfelelő lőszer. Habár Gander és Chamberlain nem említik meg újabb könyvükben, de egy régebbi műben, mint a német hadsereg lövegére találunk utalást 8 cm Feldkanone M. 18(ö) néven.
Külsőre sokkal modernebb volt, mint a 8 cm Feldkanone M. 17. A lövegtalpat egy hajlított tengelyre rögzítették, amely lehetővé tette az oldalirányzást a kerekek mozgatása nélkül. Szállításkor három darabra bontották szét.

### Fordítás
- Ez a szócikk részben vagy egészben  a(z)   8 cm FK M 18 című angol Wikipédia-szócikk fordításán alapul.  Az eredeti cikk szerkesztőit annak laptörténete sorolja fel. Ez a jelzés csupán a megfogalmazás eredetét és a szerzői jogokat jelzi, nem szolgál a cikkben szereplő információk forrásmegjelöléseként.